# IK Pegasi
IK Pegasi (IK Peg, noto anche come HR 8210) è un sistema stellare binario situato nella costellazione di Pegaso. Distante circa 150 anni luce dal sistema solare, possiede una magnitudine apparente pari a circa 6, al limite estremo della visibilità ad occhio nudo.
La componente principale del sistema, IK Pegasi A, è una stella bianca di sequenza principale (classe spettrale A8 Vm), variabile del tipo δ Scuti; la sua compagna, IK Pegasi B, è una massiccia nana bianca di classe DA. Le due componenti orbitano attorno al centro di massa del sistema ogni 21,72 giorni, con una separazione media di 0,21 unità astronomiche (31 000 000 chilometri).
Alcuni astrofisici ritengono che IK Pegasi B sia la stella a noi più vicina destinata ad esplodere in supernova: infatti la componente principale del sistema, quando inizierà ad evolversi in gigante rossa al termine della propria sequenza principale, si espanderà sino a colmare il lobo di Roche della compagna, permettendo il fenomeno del trasferimento di massa dalla principale alla nana bianca. Quando quest'ultima accumulerà una quantità di materia prossima al limite di Chandrasekhar (equivalente a 1,44 masse solari), la pressione degli elettroni degeneri, che mantiene stabile la stella degenere, verrà meno, provocando o il collasso della nana in stella di neutroni oppure l'esplosione della stessa in una luminosissima supernova di tipo Ia.

## Osservazione

### Individuazione

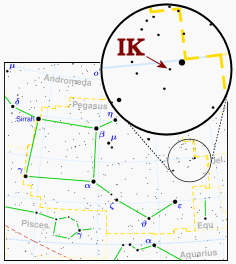
La posizione di IK Pegasi nella costellazione; la stella è situata nei pressi del confine con la costellazione del Cigno. La stella appena più brillante alla sua destra è 1 Pegasi.

Il sistema di IK Pegasi è visibile nell'emisfero celeste boreale, al confine fra le costellazioni di Pegaso e del Cigno; con una magnitudine apparente pari a 6,078 si trova al limite inferiore di luminosità per essere visibile ad occhio nudo (senza l'ausilio di strumentazioni) solamente in una notte molto buia, con un cielo terso e privo della Luna. Il periodo più propizio per la sua osservazione nel cielo serale va da luglio a novembre in entrambi gli emisferi terrestri: avendo infatti una declinazione di 19°N, la stella è visibile senza difficoltà da tutte le aree popolate della Terra.
IK Pegasi si trova in un'area priva di stelle particolarmente appariscenti: l'unica stella più brillante nella zona è 1 Pegasi, una stella doppia arancione di magnitudine 4,08. Un metodo non difficile per individuarla è quello di cercare a circa 11° a NNW della stella Enif (ε Peg), il "naso" di Pegaso; un altro metodo può essere quello di partire dalla vicina costellazione del Delfino e cercare circa 9° gradi a ENE delle stelle più settentrionali della costellazione.

### Osservazione scientifica e parametri spaziali del sistema
La distanza del sistema di IK Pegasi dal sistema solare può essere determinata direttamente misurandone, grazie al metodo della parallasse, i deboli spostamenti rispetto alle stelle di fondo causati dal moto di rivoluzione della Terra attorno al Sole. Tale spostamento è stato misurato con un'alta precisione dal satellite Hipparcos, grazie al quale si è stimata una distanza di circa 150 anni luce (con un errore di 5 a.l.). Il satellite ha misurato anche il moto proprio del sistema, ovvero lo spostamento angolare del sistema lungo la sfera celeste a causa del suo reale moto spaziale, che ammonta a 80,23 mas in ascensione retta e 17,28 mas in declinazione.
La combinazione della distanza e del moto proprio del sistema può essere impiegata per stimare la velocità trasversale, il cui valore è di 16,9 km/s. La terza componente, la velocità radiale rispetto al sistema solare, può essere ricavata mediante lo spostamento verso il rosso (o verso il blu, a seconda che l'astro si stia allontanando o avvicinando) medio dello spettro stellare; il General Catalogue of Stellar Radial Velocities (Catalogo generale delle velocità radiali stellari) annota per il sistema una velocità radiale di -11,4 km/s. La combinazione di questi due moti dà come risultante la velocità spaziale del sistema rispetto al Sole, stimata in 20,4 km/s.
Le due componenti del sistema distano in media l'una dall'altra appena 0,21 UA: una distanza inferiore al perielio di Mercurio. Si ritiene che l'inclinazione del piano orbitale del sistema sia di circa 90° rispetto al nostro pianeta; se così fosse, sarebbe possibile osservare delle reciproche eclissi tra le due componenti. L'eccentricità orbitale del sistema è quasi nulla, il che fa sì che l'orbita sia quasi perfettamente circolare. La velocità di ampiezza, che è la velocità massima assumibile dalla componente primaria lungo la linea di vista del sistema solare, è stata misurata in 41,5 km/s.

## Storia delle osservazioni
La stella fu catalogata per la prima volta nel 1862, quando assunse la sigla BD +18°4794B del catalogo Bonner Durchmusterung; nel 1908 fu inclusa anche nell'Harvard Revised Catalogue di Edward Charles Pickering con l'identificativo HR 8210. La scoperta della variabilità della stella è all'origine della designazione "IK Pegasi", la quale segue le norme imposte dalla nomenclatura delle stelle variabili introdotta da Friedrich W. A. Argelander.
Un primo, attento esame delle caratteristiche spettrali della stella mostrò un particolare spostamento (shift) delle linee d'assorbimento, tipico dei sistemi binari; tale spostamento è dovuto al moto orbitale del sistema attorno al comune centro di massa, che provoca lo shift per effetto Doppler delle lunghezze d'onda delle linee spettrali. La misurazione di tale spostamento consente agli astronomi di determinare la velocità orbitale relativa di almeno una delle componenti del sistema rispetto al loro baricentro. Nel 1927 l'astronomo canadese William E. Harper si servì di questa tecnica per misurare il periodo di questa binaria spettroscopica, che risultò essere di 21,724 giorni, il che gli consentì di stimare la distanza delle componenti e l'eccentricità orbitale, pari a 0,027; recenti misurazioni, condotte tramite il telescopio spaziale Extreme Ultraviolet Explorer, hanno restituito un valore più accurato del periodo orbitale, corrispondente a 21,72168±0,00009 giorni.
Gli astronomi hanno tentato più volte, ma senza successo, di risolvere otticamente le due componenti del sistema; un tentativo, condotto nel 2001 tramite il Telescopio spaziale Hubble, non è andato a buon fine a causa dell'eccessiva vicinanza tra le due stelle.

## Il sistema stellare

### IK Pegasi A
IK Pegasi A (IK Peg A) è una stella bianca che fonde nel proprio nucleo l'idrogeno in elio; si trova dunque lungo la sequenza principale del diagramma Hertzsprung-Russell (H-R), che raccoglie tutte le stelle, tra cui anche il Sole, che bruciano l'idrogeno nel loro nucleo e si trovano in una fase abbastanza stabile della propria esistenza. Tuttavia la stella si trova a ridosso di quella che gli astrofisici definiscono come striscia di instabilità, una stretta fascia verticale che include le stelle soggette a delle pulsazioni più o meno regolari che si riflettono in periodiche variazioni della luminosità; pertanto IK Pegasi A è una stella variabile.

Raffronto tra le dimensioni di IK Pegasi A (sinistra), B (in basso al centro) e del Sole (destra).

Le stelle, tra cui proprio IK Peg A, poste all'intersezione tra la striscia di instabilità e la sequenza principale sono le variabili δ Scuti, dal nome del prototipo di questa classe, δ Scuti. Appartenenti alle classi spettrali comprese tra A2 e F8 e le classi di luminosità IV (subgiganti) e V (stelle di sequenza principale), le variabili δ Scuti sono caratterizzate da una metallicità simile a quella del Sole e di altre stelle di popolazione I e possiedono una massa compresa tra 1,5 e 2,5 masse solari.
Le pulsazioni sono dovute a un processo che prende il nome di "meccanismo κ": una parte dell'atmosfera esterna dell'astro diviene otticamente sottile a causa della parziale ionizzazione di alcuni elementi; quando tali atomi perdono un elettrone, la probabilità che essi assorbano energia aumenta, il che determina un aumento della temperatura con una conseguente espansione dell'atmosfera. Successivamente, l'atmosfera espansa diviene meno ionizzata e perde energia, raffreddandosi e dunque contraendosi, nel rispetto della prima legge di Gay-Lussac. Il risultato di questo ciclo è la periodica pulsazione dell'atmosfera della stella e una conseguente variazione della propria luminosità. Le variabili δ Scuti compiono una pulsazione in un lasso di tempo compreso tra 0,025 e 0,25 giorni; il tasso di pulsazioni di IK Pegasi A è stato misurato in 22,9 cicli al giorno, il che significa che compie una pulsazione ogni 0,044 giorni.
La metallicità (ovvero l'abbondanza di elementi più pesanti dell'elio) di IK Peg A è [M/H] = +0,07 ± 0,20; tale notazione è definita come il logaritmo della quantità di elementi pesanti (M) rispetto all'idrogeno (H), diminuita del logaritmo della metallicità del Sole: così, se la metallicità della stella presa in esame è uguale a quella solare, il risultato sarà pari a zero. Un valore logaritmico pari a 0,07 equivale a un tasso reale di metallicità di 1,17, il che significa che l'astro è più ricco di metalli rispetto alla nostra stella del 17%; il margine d'errore della misura rimane comunque relativamente alto.
Lo spettro di una stella di classe A come IK Peg A mostra una serie di Balmer (corrispondente alle linee di assorbimento dell'idrogeno) particolarmente marcata, assieme alle linee di assorbimento dei metalli ionizzati, tra cui spicca la serie K del calcio (Ca II) alla lunghezza d'onda di 393,3 nm. Nello specifico, lo spettro di IK Pegasi A è classificato marginalmente come Am, il che significa che mostra, oltre alle caratteristiche della classe spettrale A, un'anomala (seppur debole) presenza di linee d'assorbimento di alcuni isotopi metallici (identificati dalla lettera "m"). Le stelle che presentano simili caratteristiche sono spesso membri di sistemi binari stretti con una compagna di massa quasi identica alla primaria, proprio come nel caso di IK Pegasi.
Le stelle di classe A sono più calde e massicce rispetto al Sole, ma la durata del loro ciclo vitale è in proporzione più breve. Per una stella di massa simile a IK Peg A (1,65 M☉) la durata della sequenza principale ammonta a circa 2–3 × 109 anni, che corrisponde a circa la metà dell'attuale età del Sole.
In termini di massa, la stella Altair, piuttosto giovane e di massa stimata in 1,7 M☉, è la più vicina al Sole a presentare le medesime caratteristiche di IK Peg A; prendendo però in considerazione il sistema nel suo complesso, la stella più vicina con le caratteristiche più simili a IK Peg è Sirio, costituito da una primaria di classe A e da una nana bianca. Tuttavia, Sirio A è più massiccia di IK Pegasi A (2,15 M☉) e l'orbita della nana bianca Sirio B è molto più ampia di quella di IK Peg B, con un semiasse maggiore di circa 20 U.A.

### IK Pegasi B
Attorno alla componente A orbita IK Peg B, una densa nana bianca. Tale categoria comprende tutte le stelle di piccola massa che hanno raggiunto il termine della propria evoluzione e non generano più energia tramite la fusione nucleare; tuttavia, le nane bianche irradiano ancora una discreta quantità di energia, essenzialmente calore residuo delle altissime temperature della fusione nucleare, il quale si dissipa nello spazio gradualmente nel corso di decine di miliardi di anni.

#### Evoluzione

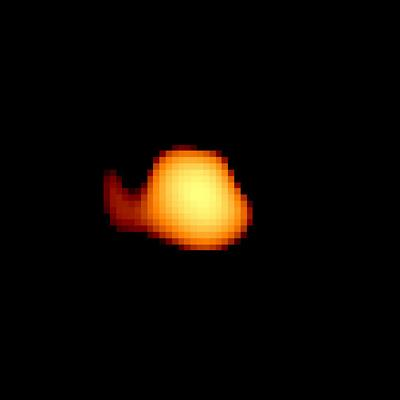
Un'immagine della stella AGB Mira, vista negli ultravioletti dal Telescopio spaziale Hubble (NASA-ESA)

Tutte le stelle di massa media e medio-piccola (compresa tra 0,08 e 8 masse solari) si trasformano in nane bianche al termine della propria evoluzione, non appena esauriscono completamente il proprio combustibile nucleare. Tali stelle spendono buona parte della propria esistenza nella sequenza principale, la cui durata dipende fondamentalmente dalla massa dell'astro al momento della sua formazione: quanto più è grande la massa, tanto più è breve la durata della sequenza principale. Le due componenti del sistema si sono formate contemporaneamente dal collasso di una nube molecolare di gas e polveri; di conseguenza, dato che ha concluso la propria evoluzione prima di IK Peg A, IK Peg B originariamente doveva possedere una massa decisamente superiore a quella della componente A. Gli astronomi ritengono che originariamente IK Peg B fosse una stella di classe B di massa pari a circa 5-8 M☉.
Non appena l'idrogeno contenuto nel nucleo della stella progenitrice di IK Pegasi B è stato completamente convertito in elio, la stella è uscita dalla sequenza principale; la porzione più interna del nucleo si è contratta aumentando la temperatura del tanto necessario ad innescare la fusione dell'idrogeno nello strato contiguo al nucleo inerte, costituito interamente da elio. Per compensare l'aumento di temperatura, gli strati più esterni si sono espansi mentre l'astro, dopo esser passato per la fase instabile di subgigante, si avviava a diventare una stella gigante rossa. Quando il nucleo raggiunse una temperatura e una densità tali da permettere l'ignizione della fusione dell'elio in carbonio e ossigeno tramite il processo tre alfa, la stella si è leggermente contratta, diventando quella che gli astrofisici definiscono "stella del ramo orizzontale". Quando l'elio è stato completamente convertito all'interno del nucleo, lo strato contiguo al nucleo, che in precedenza aveva fuso l'idrogeno in elio, ha iniziato a fondere quest'ultimo in carbonio, mentre all'esterno di esso un altro strato ha iniziato a convertire una parte dell'idrogeno restante in elio; la stella è così entrata nel ramo asintotico delle giganti (AGB, sigla dell'inglese Asymptotic Giant Branch). Se la massa della stella fosse stata sufficiente, col tempo si sarebbe innescata, nella parte centrale del nucleo, anche la fusione del carbonio in ossigeno, neon e magnesio.

Animazione di IK Pegasi B nella sua fase di gigante rossa mentre si evolve nella fase di nana bianca. (ESO)

Gli strati più esterni di una gigante rossa o di una stella del ramo asintotico delle giganti possono arrivare ad estendersi per oltre cento volte il diametro del Sole, arrivando ad avere raggi dell'ordine dei 108 km (alcune unità astronomiche), come nel caso di Mira (ο Ceti), una stella AGB con un raggio di 5×108 km (3,3 unità astronomiche). Considerate queste dimensioni e data la vicinanza tra le due stelle, si ritiene che durante questa fase entrambe abbiano potuto condividere una comune atmosfera (come rappresentato nell'animazione a lato); di conseguenza, IK Pegasi A potrebbe aver ricevuto in questa fase da B la quantità di elementi pesanti ben visibile attualmente nelle sue linee spettrali.
Tuttavia, poiché la fase di stella del ramo asintotico è piuttosto instabile, l'astro andò incontro a dei fenomeni di variabilità, che si manifestarono sotto forma di pulsazioni ad intervallo irregolare. Quando nel nucleo cessò completamente la fusione del combustibile nucleare, si generarono delle violente pulsazioni termiche all'interno dell'astro che causarono l'espulsione dei suoi strati più esterni, i quali andarono a costituire una nebulosità in espansione (nebulosa planetaria), al cui centro è rimasto il nucleo inerte di carbonio e ossigeno, circondato da un piccolo strato di idrogeno ed elio in fusione, che è andato a costituire la nana bianca.

#### Caratteristiche, composizione e struttura

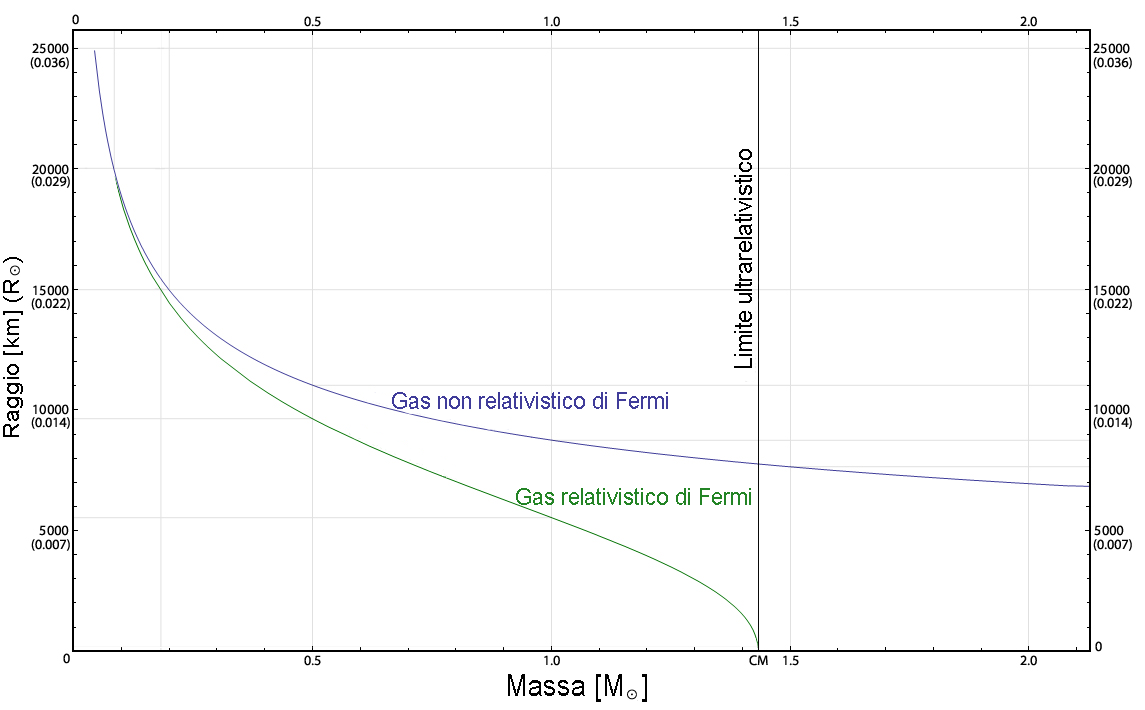
Grafico che mostra in via teorica il raggio che una nana bianca dovrebbe avere in base alla sua massa. La curva verde considera un gas di Fermi relativistico, mentre la curva blu considera un gas non relativistico.

Si ritiene che l'interno di IK Pegasi B sia totalmente costituito da carbonio e ossigeno; in alternativa, qualora la stella originaria abbia avuto una massa tale da riuscire a fondere una parte del carbonio, la nana bianca potrebbe essere costituita da un nucleo di ossigeno e neon, circondato da un mantello ricco di carbonio e ossigeno. In entrambi i casi, la porzione esterna di IK Peg B è ricoperta da una tenue atmosfera di idrogeno puro, che fa sì che la stella sia annoverata nella tipologia spettrale DA; per via del proprio peso atomico maggiore, l'elio viene a trovarsi al di sotto dello strato di idrogeno. La massa complessiva della stella è mantenuta in equilibrio contro il collasso gravitazionale dalla pressione degli elettroni degeneri, un effetto quantistico che limita la quantità di materia che può essere contenuta in un determinato volume.
Con una massa stimata in 1,15 M☉, IK Pegasi B è una delle nane bianche più massicce conosciute. Sebbene la nana bianca non sia ancora stata osservata direttamente, il suo raggio può essere stimato mediante le relazioni teoriche che sussistono tra la massa e il raggio dell'oggetto: il raggio della stella sarebbe pari al 0,6% del raggio solare, anche se altre fonti suggeriscono un valore pari allo 0,72%, per cui non vi è unanimità su questo dato. Nonostante questa incertezza, il raggio dell'oggetto è comunque decisamente inferiore a quello della nostra stella; di conseguenza, IK Peg B contiene una massa maggiore di quella del Sole in un volume quasi identico a quello della Terra, il che dà un'indicazione dell'estrema densità di questo oggetto.
La natura compatta della nana bianca è all'origine anche di un'intensa gravità superficiale. Gli astrofisici denotano questo valore come il logaritmo decimale della forza di gravità nelle unità del sistema CGS (log g). Per IK Pegasi B, il logaritmo di g vale 8,95; per raffronto, il logaritmo di g della Terra è di 2,99. Di conseguenza, la gravità superficiale della nana bianca è oltre 900 000 volte quella del nostro pianeta.
La temperatura superficiale di IK Peg B è stimata in 35 500 ± 1500 K, il che la rende un'intensa sorgente di radiazione ultravioletta. In normali condizioni, la nana bianca continuerà a raffreddarsi, in funzione degli scambi termici con l'ambiente esterno (nel rispetto del secondo principio della termodinamica), per diversi miliardi di anni, mentre il raggio dell'astro rimarrà pressoché invariato.

## Evoluzione futura del sistema

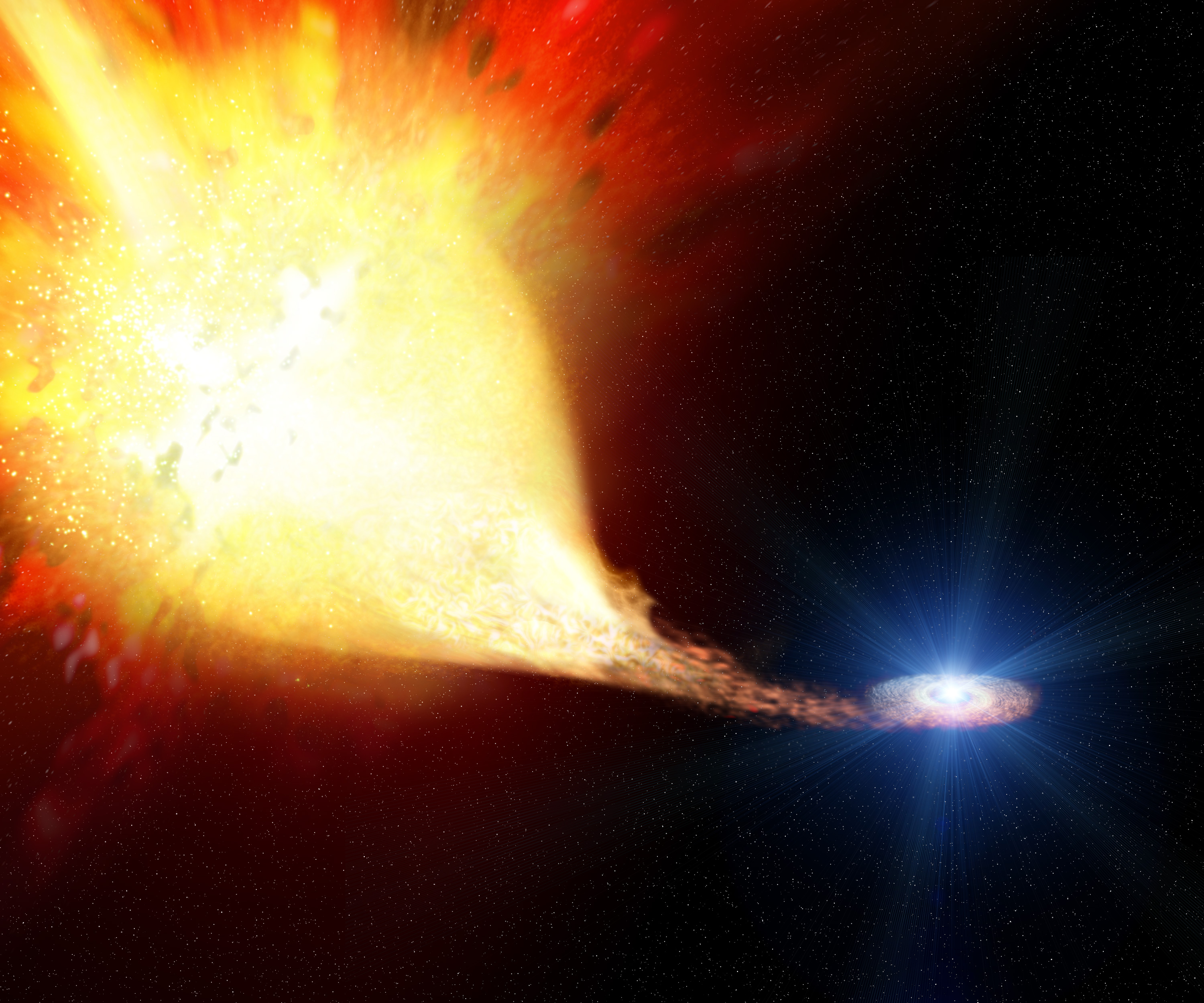
Rappresentazione artistica del trasferimento di massa da una gigante rossa a una nana bianca, circondata da un disco di accrescimento.

In una pubblicazione del 1993, David Wonnacott, Barry J. Kellett e David J. Stickland identificarono il sistema come un possibile candidato a divenire una variabile cataclismica o addirittura una supernova; la sua distanza relativamente breve lo rende quindi la candidata supernova più vicina al nostro pianeta. Tuttavia si ritiene che nel corso del tempo che sarà necessario perché maturino le condizioni favorevoli all'esplosione stellare il sistema avrà compiuto un moto in allontanamento rispetto al sistema solare. Infatti, data la sua velocità spaziale di 20,4 km/s, la stella si allontana di un anno luce ogni 14 700 anni e tra 5 milioni di anni l'astro disterà dal sistema solare oltre 500 anni luce. Pertanto la possibilità, peraltro già molto bassa, di causare danni alla vita sulla Terra si ridurrà ulteriormente: infatti, si calcola che una supernova dovrebbe distare non più di 26 a.l. dalla Terra per distruggere effettivamente lo strato di ozono, con gravi ripercussioni sulla biosfera del pianeta.
La stella primaria, IK Peg A, non sembra destinata ad evolversi nella fase di gigante rossa nell'immediato futuro; tuttavia, quando questo accadrà, la stella crescerà di dimensioni e i suoi strati più esterni si espanderanno sino a raggiungere dimensioni tali da colmare il lobo di Roche della propria compagna, provocando anche un lieve e graduale restringimento dell'orbita. A questo punto si metterà in moto un meccanismo noto come trasferimento di massa: il gas delle parti più esterne della gigante rossa, composto prevalentemente da idrogeno ed elio, verrà attratto dalla nana bianca, andando a costituire un disco di accrescimento le cui parti più interne precipiteranno sulla superficie della stella compatta.
Sulla superficie della nana bianca, il gas sottratto alla compagna subirà un aumento di temperatura e pressione. A un certo punto il gas accumulato potrà raggiungere le condizioni necessarie perché abbia luogo la fusione dell'idrogeno; in questo caso, mancando qualsiasi elemento moderatore poiché la fusione avviene sulla superficie della stella, l'aumento di temperatura la faciliterà causando un ulteriore incremento termico ed innescando un processo incontrollato e catastrofico, che espellerà nello spazio una porzione del gas accumulato in superficie. Il risultato è l'esplosione di una nova, a causa della quale la luminosità della nana bianca incrementa improvvisamente di alcune magnitudini, per un periodo compreso tra diversi giorni e alcuni mesi. Un esempio di sistema stellare che presenta simili caratteristiche è RS Ophiuchi, una nova ricorrente che ha subito esplosioni registrate in almeno sei occasioni. È possibile che IK Pegasi B segua un destino simile.

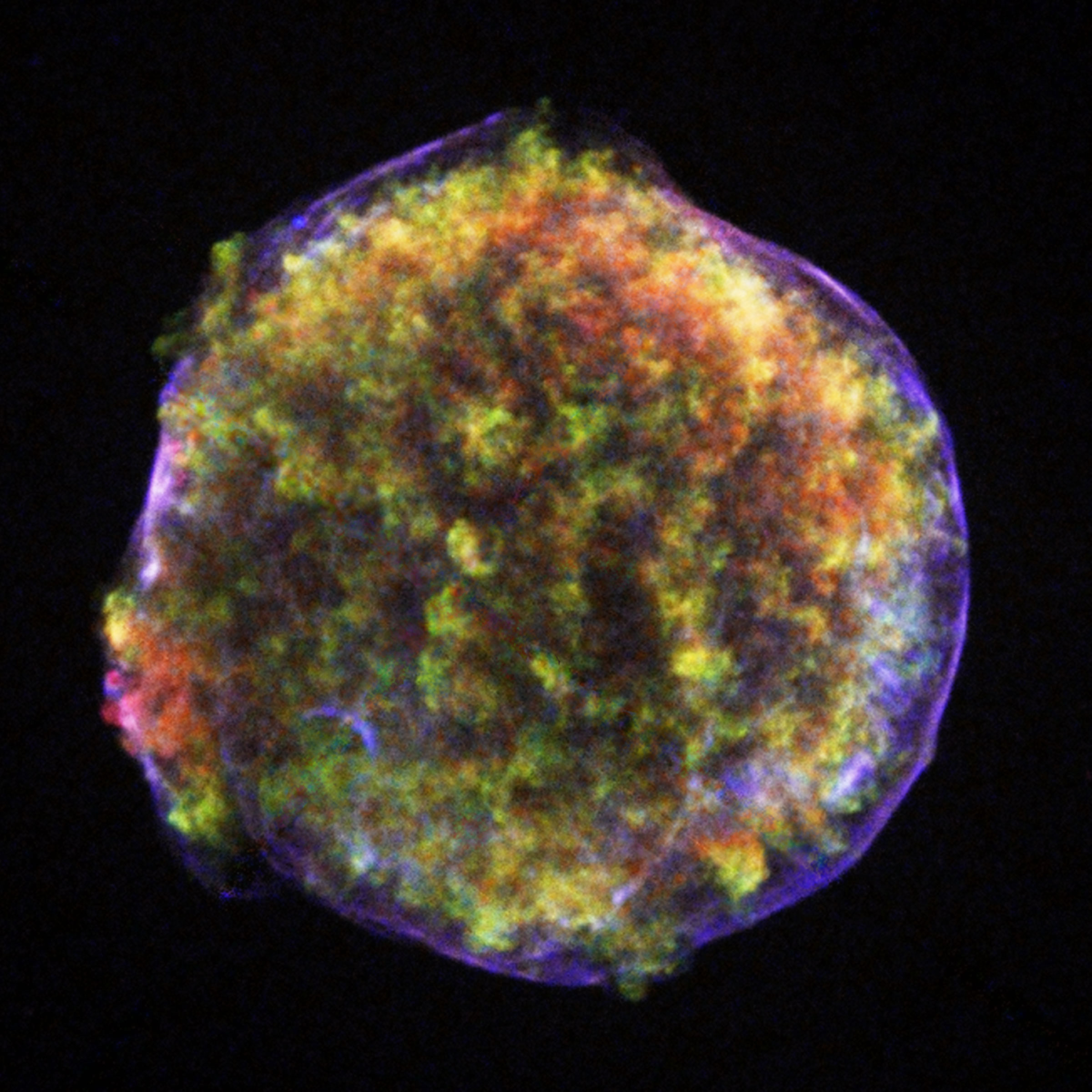
Immagine nei raggi X del resto della Supernova 1572 (la Nova di Tycho), una supernova di tipo Ia osservata nel 1572 dall'astronomo danese Tycho Brahe. (credit: ASA/CXC/Rutgers/J. Warren, J.Hughes et al.)

In seguito al primo episodio esplosivo il trasferimento di materia potrebbe interrompersi ed IK Pegasi B trovarsi con una massa persino inferiore a quella posseduta prima che iniziasse il trasferimento di massa. In alternativa, se sussisteranno le condizioni adatte, nelle esplosioni periodiche solo una piccola parte del gas accumulato sarà espulsa e la nana bianca continuerà ad ogni ciclo ad incrementare lievemente la propria massa. Pertanto, anche se divenisse una nova ricorrente, IK Peg B potrebbe continuare ad accumulare materia in un inviluppo in costante crescita.
Un modello alternativo che consentirebbe alla nana bianca di accumulare massa con costanza senza esplodere come nova prende il nome di binaria stretta sorgente di raggi X supermolli: il tasso di trasferimento di massa dalla gigante alla nana sarebbe tale da mantenere costante un principio di fusione sulla superficie dell'oggetto compatto, che fa sì che l'idrogeno in caduta sull'oggetto venga subito convertito in elio. Fanno parte di questa categoria di oggetti le nane bianche più massicce caratterizzate da altissime temperature superficiali (comprese tra 0,5 × 106 e 1 × 106 K).
Non appena si approssimerà al limite di Chandrasekhar (1,44 M☉), la pressione degli elettroni degeneri verrà sopraffatta dalla forza di gravità, mentre la nana bianca andrà incontro ad un collasso gravitazionale. Se il nucleo della nana è costituito essenzialmente da ossigeno, neon e magnesio, il risultato del collasso sarà la formazione di una stella di neutroni; in tal caso, solo una minima frazione della massa della stella verrà espulsa nell'esplosione conseguente al collasso. Se invece il nucleo è formato da carbonio e ossigeno, l'incremento di temperatura e pressione dovuto all'aumento di massa innescherà la fusione del carbonio poco prima che la nana arrivi al limite di Chandrasekhar. Il drammatico risultato è una serie di reazioni incontrollate, che prende il nome di detonazione del carbonio; tali reazioni arrivano ad interessare una sostanziale frazione della stella in un tempo relativamente breve, provocandone la catastrofica esplosione in supernova di tipo Ia.
A seguito dell'esplosione, ciò che rimarrà della stella donatrice (IK Peg A) arriverà ad avere una velocità spaziale di 100–200 km/s, che la porrebbe fra le stelle più veloci della Via Lattea; da qui in poi IK Peg A concluderà la propria evoluzione come le altre stelle di piccola massa, espellendo alla fine i propri strati esterni e trasformandosi essa stessa in nana bianca. L'esplosione della supernova creerà un resto di materia in espansione che arriverà alla fine a fondersi col mezzo interstellare circostante.

### Titoli generici
- (EN) George Forbes, History of Astronomy (Free e-book from Project Gutenberg), Londra, Watts & Co., 1909.
- H. L. Shipman, L'Universo inquieto. Guida all'osservazione a occhio nudo e con il telescopio. Introduzione all'astronomia, Bologna, Zanichelli, 1984, ISBN 88-08-03170-5.
- H. Reeves, L'evoluzione cosmica, Milano, Rizzoli–BUR, 2000, ISBN 88-17-25907-1.
- (EN) John Gribbin, Mary Gribbin, Stardust: Supernovae and Life—The Cosmic Connection, Yale University Press, 2001, ISBN 0-300-09097-8.
- AA.VV, L'Universo - Grande enciclopedia dell'astronomia, Novara, De Agostini, 2002.
- J. Gribbin, Enciclopedia di astronomia e cosmologia, Milano, Garzanti, 2005, ISBN 88-11-50517-8.
- W. Owen, et al, Atlante illustrato dell'Universo, Milano, Il Viaggiatore, 2006, ISBN 88-365-3679-4.

### Titoli specifici

#### Sulle stelle
- S. Chandrasekhar, An Introduction to the Study of Stellar Structure, New York, Dover, 1939, ISBN 0-486-60413-6.
- S. Chandrasekhar, Principles of Stellar Dynamics, New York, Dover, 2005 (1ª ed. 1942), ISBN 0-486-44273-X.
- (EN) Martin Schwarzschild, Structure and Evolution of the Stars, Princeton University Press, 1958, ISBN 0-691-08044-5.
- (EN) Robert G. Aitken, The Binary Stars, New York, Dover Publications Inc., 1964.
- (EN) Victor G. Szebehely, Richard B. Curran, Stability of the Solar System and Its Minor Natural and Artificial Bodies, Springer, 1985, ISBN 90-277-2046-0.
- (EN) C. J. Lada, N. D. Kylafits, The Origin of Stars and Planetary Systems, Kluwer Academic Publishers, 1999, ISBN 0-7923-5909-7.
- (EN) Cliff Pickover, The Stars of Heaven, Oxford, Oxford University Press, 2001, ISBN 0-19-514874-6.
- A. De Blasi, Le stelle: nascita, evoluzione e morte, Bologna, CLUEB, 2002, ISBN 88-491-1832-5.
- J. Lindstrom, Stelle, galassie e misteri cosmici, Trieste, Editoriale Scienza, 2006, ISBN 88-7307-326-3.
- C. Abbondi, Universo in evoluzione dalla nascita alla morte delle stelle, Sandit, 2007, ISBN 88-89150-32-7.

#### Sulle nane bianche (in lingua inglese)
- E. Schatzman, White Dwarfs, Amsterdam, North-Holland, 1958.
- Stuart L. Shapiro, Saul A. Teukolsky, Black holes, white dwarfs, and neutron stars: the physics of compact objects, New York, Wiley, 1983, ISBN 0-471-87317-9.
- S. D. Kawaler, I. Novikov; G. Srinivasan, Stellar remnants, Berlino, Springer, 1997, ISBN 3-540-61520-2.

### Pubblicazioni scientifiche (in lingua inglese)
- D. Wonnacott, B. J. Kellett, D. J. Stickland, IK Peg - A nearby, short-period, Sirius-like system, in Monthly Notices of the Royal Astronomical Society, vol. 262, n. 2, 1993,  pp. 277-284. URL consultato il 15 maggio 2007.
- D. Wonnacott, B. J. Kellett, B. Smalley, C. Lloyd, Pulsational Activity on Ik-Pegasi, in Monthly Notices of the Royal Astronomical Society, vol. 267, n. 4, 1994,  pp. 1045-1052. URL consultato il 14 aprile 2007.
- M. Barstow, J. B. Holberg, D. Koester, Extreme Ultraviolet Spectrophotometry of HD16538 and HR:8210 Ik-Pegasi, in Monthly Notices of the Royal Astronomical Society, vol. 270, n. 3, 1994,  p. 516. URL consultato il 15 maggio 2007.
- B. Smalley, K. C. Smith, D. Wonnacott, C. S. Allen, The chemical composition of IK Pegasi, in Monthly Notices of the Royal Astronomical Society, vol. 278, n. 3, 1996,  pp. 688-696.

### Carte celesti
- Tirion, Rappaport, Lovi, Uranometria 2000.0 - Volume I - The Northern Hemisphere to -6°, Richmond, Virginia, USA, Willmann-Bell, inc., 1987, ISBN 0-943396-14-X.
- Tirion, Sinnott, Sky Atlas 2000.0, 2ª ed., Cambridge, USA, Cambridge University Press, 1998, ISBN 0-933346-90-5.
- Tirion, The Cambridge Star Atlas 2000.0, 3ª ed., Cambridge, USA, Cambridge University Press, 2001, ISBN 0-521-80084-6.